# Inside the Actors Studio
Inside the Actors Studio es un programa de entrevistas estadounidense emitido por el canal Bravo. Desde su estreno en agosto de 1994 y hasta 2018 (desde 2019 es transmido por Ovation) el programa fue conducido por James Lipton. Tras el retiro y posterior fallecimiento de Lipton en 2020, el programa cuenta con animadores rotativos. Es distribuido internacionalmente por CABLEready, llegando a más de 89 millones de hogares. Desde el año 2005, el show es grabado en el Michael Schimmel Center for the Arts de Nueva York.